# Basharmal Sultani
Basharmal Sultani (28 de enero de 1985) es un atleta olímpico afgano, que compitió en boxeo en los Juegos Olímpicos de 2004 celebrados en Atenas, Grecia. Fue invitado a participar por el Comité Olímpico Internacional.
- Datos: Q809962